# G7 (gazdasági portál)
A G7 egy 2017 októberében indult gazdasági hírportál. Az induláskor hatfős, később nyolcfősre bővült szerkesztőséget 2020 augusztusáig Kasnyik Márton vezette, tőle Váczi István, az addigi felelős szerkesztő vette át a főszerkesztői feladatokat. Az oldal kiadója a G-7.hu Nonprofit Zrt., amelynek tulajdonosai fele-fele részben Varga Zoltán – ő egyben a 24.hu-t is birtokló Central Médiacsoport Zrt. tulajdonosa –, valamint a Budapesti Corvinus Egyetemen oktató dr. Reszegi László. Az oldalt kiadó vállalat 2018-ban és 2019-ben is veszteséges volt, ezért 2020 nyarán programot indítottak az olvasók anyagi támogatása érdekében.

## Munkatársak
Az oldal szerkesztésében nyolc belsős és egy külsős munkatárs vett részt 2020 szeptemberében.
- Váczi István (főszerkesztő)
- Kasnyik Márton
- Fabók Bálint
- Hajdu Miklós
- Jandó Zoltán
- Stubnya Bence
- Torontáli Zoltán
- Szentkirályi Balázs (a kiadó vállalat vezérigazgatója)
- Bucsky Péter (külsős munkatárs)